# Abraham Cabrera
Abraham Cabrera Scapin (Santa Cruz de la Sierra; 20 de febrero de 1991) es un futbolista boliviano. Juega como defensa y su actual equipo es Gualberto Villarroel de la Primera División de Bolivia.

## Clubes
| Club                   | País    | Año               |
| ---------------------- | ------- | ----------------- |
| Bolívar                | Bolivia | 2010 - 2012       |
| La Paz FC              | Bolivia | 2012              |
| The Strongest          | Bolivia | 2013 - 2016       |
| Guabirá                | Bolivia | 2016 - 2017       |
| Universitario de Sucre | Bolivia | 2017              |
| Oriente Petrolero      | Bolivia | 2018              |
| Real Potosí            | Bolivia | 2019              |
| Nacional Potosí        | Bolivia | 2020              |
| Blooming               | Bolivia | 2021 - 2023       |
| Nacional Potosí        | Bolivia | 2024              |
| Gualberto Villarroel   | Bolivia | 2025 - Actualidad |

## Palmarés
| Título            | Club          | País    | Año  |
| ----------------- | ------------- | ------- | ---- |
| Torneo Adecuacion | Club Bolívar  | Bolivia | 2011 |
| Torneo Apertura   | The Strongest | Bolivia | 2013 |

### Hat-tricks en su carrera
| 1 | 16 de diciembre de 2012 | Estadio Jesús Bermúdez, Oruro | San José - La Paz Fútbol Club |  | 6 - 3 | Torneo Apertura 2012 |